# The Bold Ones: The Senator
The Bold Ones: The Senator est une série télévisée américaine en 8 épisodes de 45 minutes, créée par S.S. Schweitzer et diffusée sur le réseau NBC du 21 mars 1970 au 28 février 1971.
The Bold Ones: The Senator fait partie de la franchise de la The Bold Ones (en) avec The Bold Ones: The New Doctors avec E. G. Marshall, The Bold Ones: The Protectors avec Leslie Nielsen et Hari Rhodes, et The Bold Ones: The Lawyers avec Burl Ives. 

## Synopsis
The Bold Ones: The Senator raconte le quotidien du sénateur Hays Stowe.

## Distribution

### Acteurs principaux
- Hal Holbrook : Sénateur Hays Stowe
- Sharon Acker : Ellen Stowe
- Cindy Eilbacher : Norma Stowe
- Michael Tolan : Jordan Boyle

### Invités
- Ed Binns : Arthur Beresford (2 épisodes)
- Dana Elcar : Collie Ford (1 épisode)
- Michael C. Gwynne : Whitney (1 épisode)
- Kevin Hagen : Jasper Lick (1 épisode)
- Bernie Hamilton : Dr. Benjamin Edwards / House (3 épisodes)
- Lincoln Kilpatrick : Isaac Johnson (1 épisode)
- Randolph Mantooth (en) : Lieutenant Tony Caffey (2 épisodes
- Burgess Meredith : George P. Mallon (1 épisode)
- John Randolph : Gouverneur George Keller (3 épisodes)
- Louise Sorel : Mary Deurivieres (1 épisode)

## Épisodes
Les informations proviennent des sources suivantes : IMDb et epguides.com
| Nº     | Titre                                | Réalisation      | Scénario                                      | Date de diffusion |
| ------ | ------------------------------------ | ---------------- | --------------------------------------------- | ----------------- |
| Pilote | A Clear and Present Danger           | James Goldstone  | Howard Rodman, A.-J. Russell, S.S. Schweitzer | 21 mars 1970      |
| 1      | To Taste of Death But Once           | Daryl Duke       | Joel Oliansky, Preston Wood                   | 13 septembre 1970 |
| 2      | The Day the Lion Died                | Daryl Duke       | Leon Tokatyan                                 | 4 octobre 1970    |
| 3      | Power Play                           | Jerrold Freedman | Ernest Kinoy                                  | 1er novembre 1970 |
| 4      | A Continual Roar of Musketry: Part 1 | Robert Day       | David W. Rintels                              | 22 novembre 1970  |
| 5      | A Continual Roar of Musketry: Part 2 | Robert Day       | David W. Rintels                              | 29 novembre 1970  |
| 6      | Some Day, They'll Elect a President  | John Badham      | Leon Tokatyan                                 | 17 janvier 1971   |
| 7      | George Washington Told a Lie         | Daryl Duke       | Ernest Kinoy, Joel Oliansky                   | 7 février 1971    |
| 8      | A Single Blow of a Sword             | John Badham      | Jerrold Freedman                              | 28 février 1971   |

## DVD
Le 16 juin 2015, Timeless Media Group (en) sort le DVD The Bold Ones: The Senator- The Complete Series, en région 1.

## Récompenses et nominations
Note : sauf mention contraire, les informations ci-dessous sont issues de la page Awards de l'Internet Movie Database.

### Nominations
- Golden Globes de 1971
  - Nommé dans la catégorie « Meilleure série dramatique »

- Emmy Awards de 1971
  - Primetime Emmy Award de la meilleure nouvelle série pour David Levinson
  - Primetime Emmy Award du meilleur acteur dans une mini-série ou un téléfilm pour Hal Holbrook
  - Primetime Emmy Award de la meilleure réalisation pour une série télévisée dramatique pour John Badham, épisode A Single Blow Of A Sword
  - Primetime Emmy Award de la meilleure réalisation pour une série télévisée dramatique pour James Goldstone, épisode A Clear and Present Danger
  - Primetime Emmy Award du meilleur scénario pour une série télévisée dramatique pour David W. Rintels, épisode A Continual Roar of Musketry
  - Primetime Emmy Award du meilleur montage dans une émission de divertissement - pour une série ou un épisode de série pour Douglas Stewart, épisode To Taste of Death But Once

- Directors Guild of America
  - Meilleure réalisation pour une série télévisée pour Robert Day, épisode A Continual Roar of Musketry parts I and II

- Prix Edgar-Allan-Poe
  - Meilleur épisode pour une série télévisée pour Joel Oliansky, épisode To Taste of Death But Once

### Récompenses
- Emmy Awards de 1971
  - Primetime Emmy Award de la meilleure série télévisée dramatique
  - Primetime Emmy Award du meilleur acteur dans une série télévisée dramatique pour Hal Holbrook
  - Primetime Emmy Award de la meilleure réalisation pour une série télévisée dramatique pour Daryl Duke, épisode The Day the Lion Died
  - Primetime Emmy Award du meilleur scénario pour une série télévisée dramatique pour Joel Oliansky, épisode To Taste of Death But Once
  - Primetime Emmy Award du meilleur montage dans une émission de divertissement - pour une série ou un épisode de série pour Michael Economou, épisode A Continual Roar of Musketry: parts I & II

- Writers Guild of America
  - Meilleur épisode dramatique pour David W. Rintels, épisodes A Continual Roar of Musketry et A Continual Roar of Musketry part 2